# Jacksonville (Texas)
Pour les articles homonymes, voir Jacksonville.
La ville américaine de Jacksonville est située dans le comté de Cherokee, dans l’État du Texas. Lors du recensement de 2010, sa population s’élevait à 14 544 habitants.

## Source
- (en) Cet article est partiellement ou en totalité issu de l’article de Wikipédia en anglais intitulé « Jacksonville, Texas » (voir la liste des auteurs).